# Pizz Gallagiun
Der Pizz Gallagiun ⓘ (italienisch Pizzo Galleggione / Gallegioneⓘ) ist ein Berg nördlich des Bergells im Kanton Graubünden und nordöstlich der italienischen Gemeinde Chiavenna mit einer Höhe von 3107 m ü. M. Über dem Gipfel verläuft die Landesgrenze zwischen der Schweiz und Italien. Der Pizz Gallagiun ist ein allein stehender Gipfel mit einem weitreichenden Panorama und Blick auf das fast 2800 m tiefer gelegene Chiavenna und den Comer See.

## Lage und Umgebung
Der Pizz Gallagiun gehört zur Kette Schiahorn – Pizz Gallagiun, einer Untergruppe der Oberhalbsteiner Alpen. Auf Schweizer Seite befindet sich der Pizz Gallagiun auf dem Gebiet der Gemeinde Bregaglia. Im Süden wird der Gipfel vom Bergell, im Nordosten vom Val da la Prasgnola und im Nordwesten vom Val da Lägh eingefasst. Val da la Prasgnola und Val da Lägh sind Seitentäler vom Val Madris, das wiederum ein Seitental vom Averstal ist.
Zu seinen Nachbargipfeln gehören der Cima da Lägh (3082 m), der Pizzo Rosso (3051 m), der Cima da la Sovräna (3015 m), der Piz Bles (3045 m), der Pizzun (2966 m), der Piz da Cävi (2843 m) oder der Piz dal Märc (2947 m). Vom Pizz Gallagiun aus bietet sich ein schöner Ausblick auf die Oberhalbsteiner Alpen, die Gruppe der Bernina-Alpen und den Ort Chiavenna in der Region Lombardei.
In unmittelbarer Nähe des Pizz Gallagiun befinden sich drei Gebirgspässe. Der Bocchetta da Lägh (Madrisberg) (2650 m) führt vom Pizz Gallagiun zum Cima da Lägh (3082 m), via Pass da la Prasgnola (2724 m) gelangt man zum Pizzun (2965 m) und der Passo del Turbine (2420 m) führt zum Pizzo dello Scudo (2538 m). Westlich des Gipfels befindet sich auf einer Höhe von (2043 m) der Bergsee Lago dell’Acqua Fraggia. Auf der Nordflanke besitzt der Pizz Gallagiun einen kleinen Gletscher, den Vadrec da Gallagiun.
Der am weitesten entfernte sichtbare Punkt vom Pizz Gallagiun befindet sich rund 75 km nördlich von Nizza in der französischen Region Provence-Alpes-Côte d’Azur. Der Punkt befindet sich auf dem 2888 m hohen Gipfel Pointe Giegn und ist 302 km entfernt. Unmittelbar nördlich des Point Giegn verläuft die Grenze zu Italien.
Häufige Ausgangspunkte sind Borgonuovo bei Chiavenna (426 m), Soglio (1097 m), Castasegna (686 m) oder Stettli (Cröt, 1800 m) im Val Madris auf dem Gemeindegebiet von Avers.

## Routen zum Gipfel

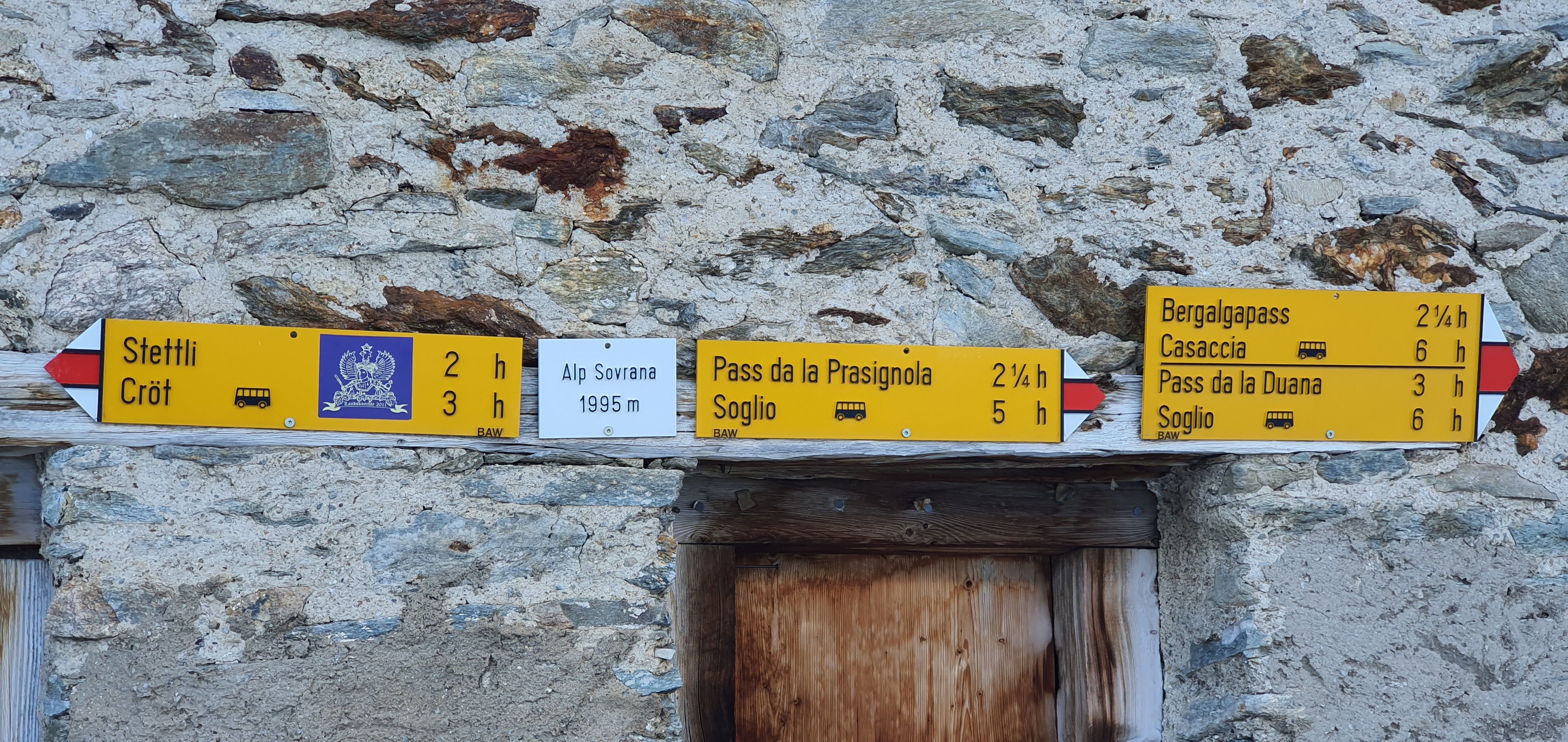
Wegweiser bei der Alp Sovrana zuhinterst im Val Madris.

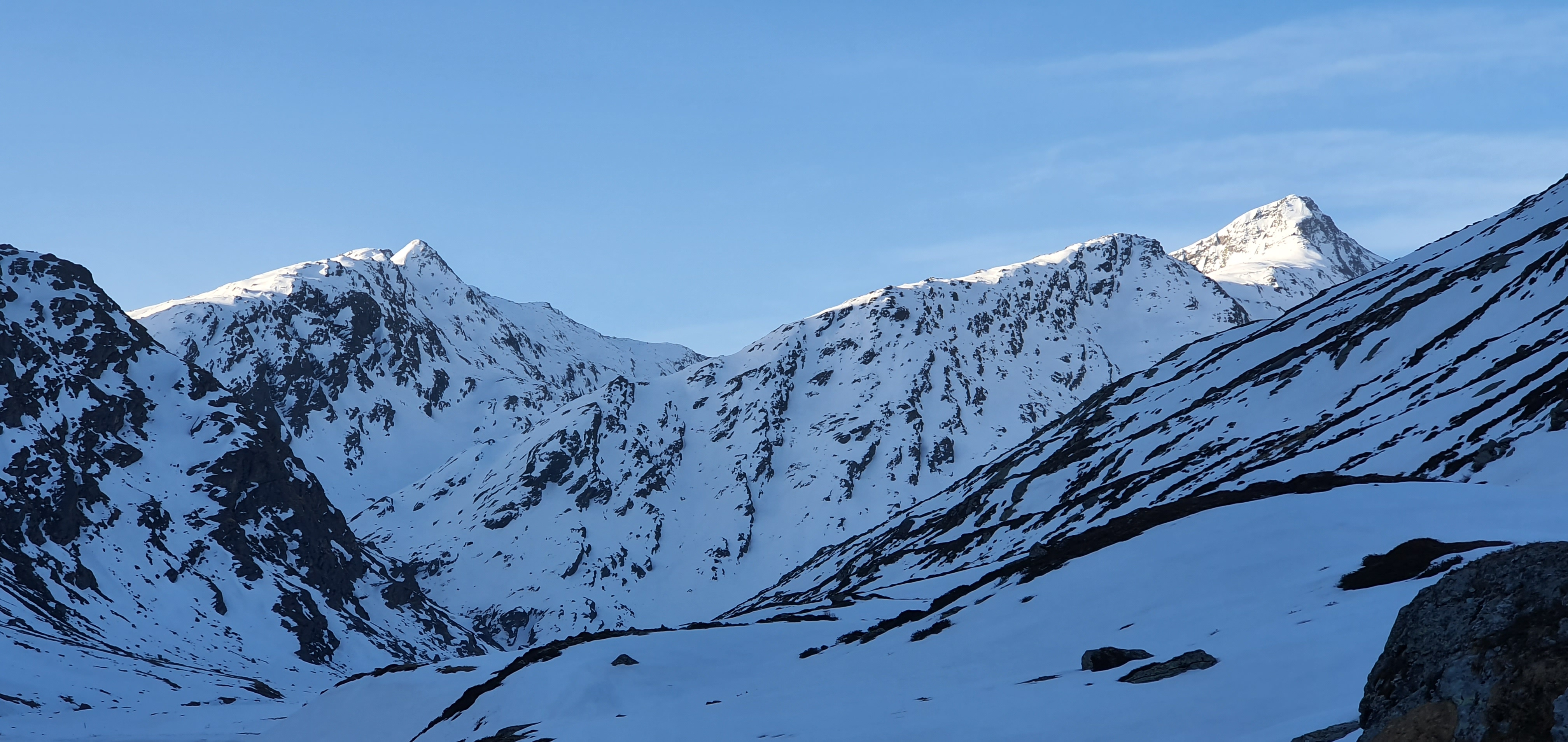
Pizzun und Pizz Gallagiun, aufgenommen vom Val Madris aus

### Sommerrouten

#### Über den Osthang
- Ausgangspunkt: Soglio (1097 m) oder Stettli (Cröt, 1800 m)
- Via: Pass da la Prasgnola (2724 m)
- Schwierigkeit: EB, bis zum Pass da la Prasgnola als Wanderweg weiss-rot-weiss markiert
- Zeitaufwand: 5¼ Stunden von Soglio oder 4¾ Stunden von Stettli

#### Über den Südwestgrat
- Ausgangspunkt: Borgonuovo (426 m), Soglio (1097 m) oder Castasegna (686 m)
- Via: Passo del Turbine (2420 m)
- Schwierigkeit: L, bis Passo del Turbine auf markiertem Wanderweg
- Zeitaufwand: 7 Stunden von Borgonuovo, 5¾ Stunden von Soglio oder 6 Stunden von Castasegna
- Bemerkung: Des brüchigen Gesteins wegen wenig empfehlenswerte Route

#### Durch die Westflanke
- Ausgangspunkt: Borgonuovo (426 m)
- Via: Lago dell’Acqua Fraggia (2043 m)
- Schwierigkeit: BG, bis Lago dell’Acqua Fraggia auf markiertem Wanderweg
- Zeitaufwand: 7 Stunden
- Bemerkung: Wenig einladende Route durch Schuttrinnen und über brüchige Felsen

#### Über den Nordwestgrat
- Ausgangspunkt: Borgonuovo (426 m) oder Stettli (Cröt, 1800 m)
- Via: Bocchetta da Lägh (2649 m)
- Schwierigkeit: L
- Zeitaufwand: 7¼ Stunden von Borgonuovo, 5½ Stunden von Stettli

#### Über den Nordgrat
- Ausgangspunkt: Stettli (Cröt, 1800 m)
- Via: Val Madris, Val da la Prasgnola
- Schwierigkeit: WS, bis Val da la Prasgnola als Wanderweg weiss-rot-weiss markiert
- Zeitaufwand: 5 Stunden

### Winterrouten
Sehr lange Skitour mit viel Flachanteil durch das Val Madris

#### Von Stettli
- Ausgangspunkt: Stettli (Cröt, 1800 m)
- Via: Val Madris, Val da la Prasgnola, Vadrec da Gallagiun
- Expositionen: N, E
- Schwierigkeit: ZS-
- Zeitaufwand: 6 Stunden

## Galerie

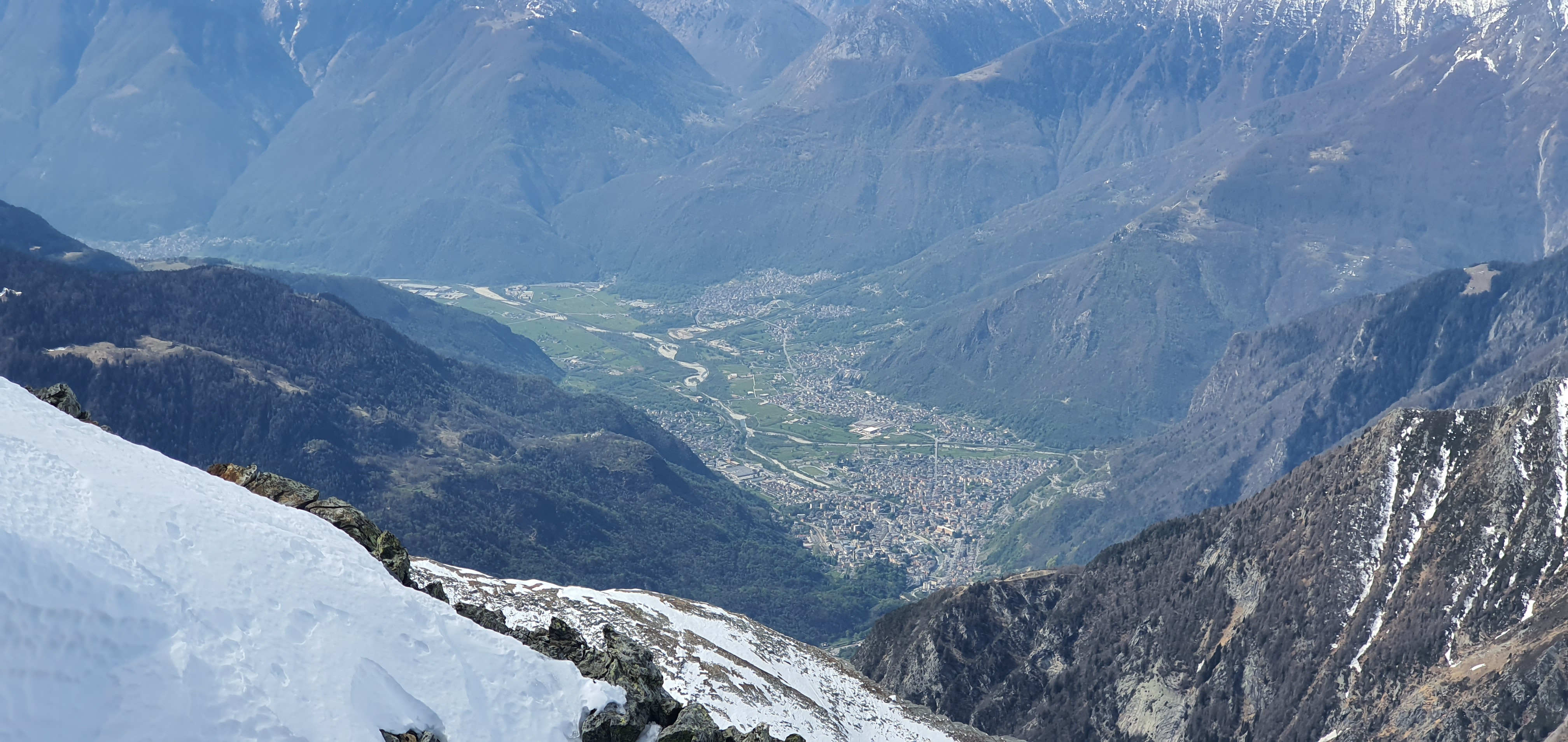
Blick auf das 2774 m tiefer gelegene Chiavenna
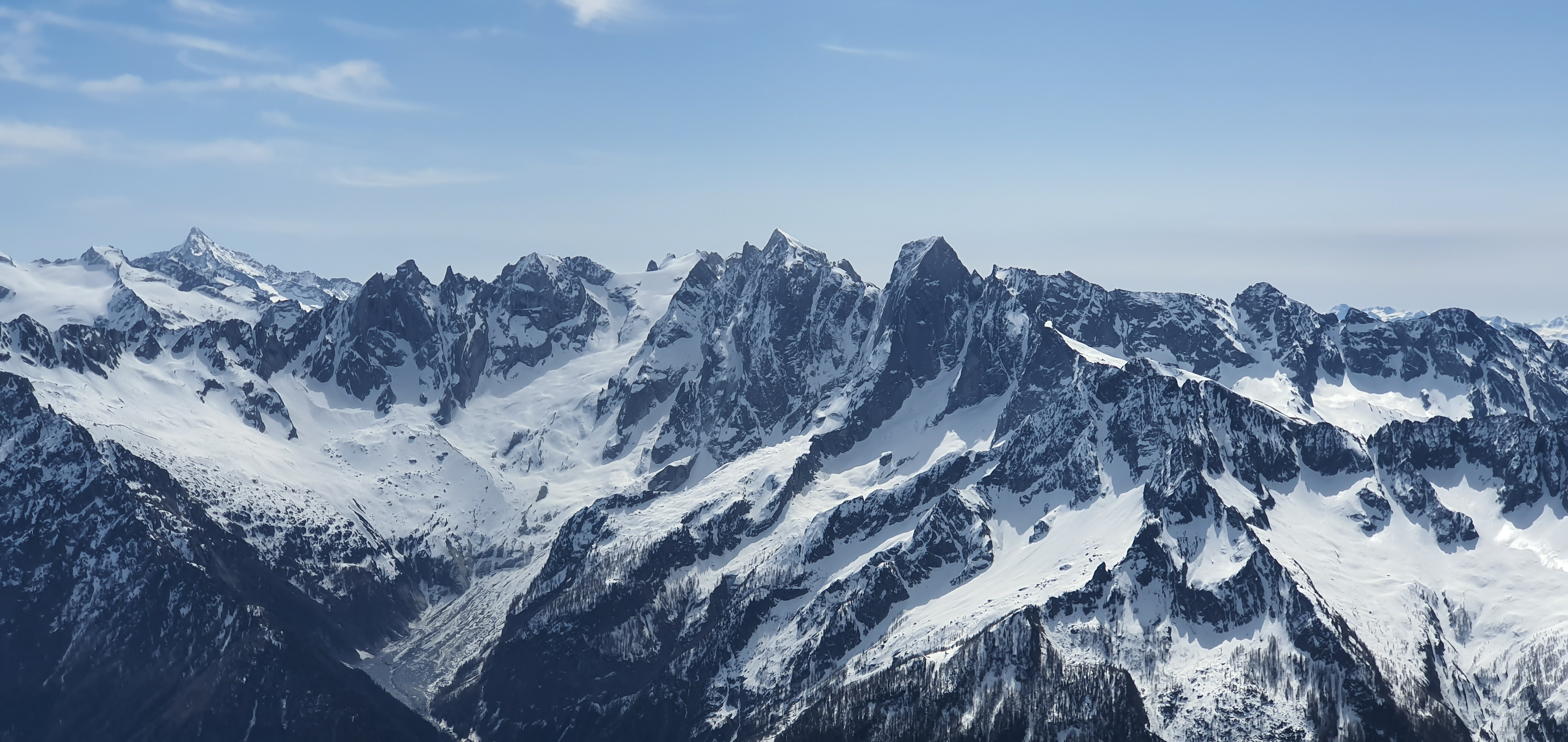
Aussicht auf die Bergeller Alpen.
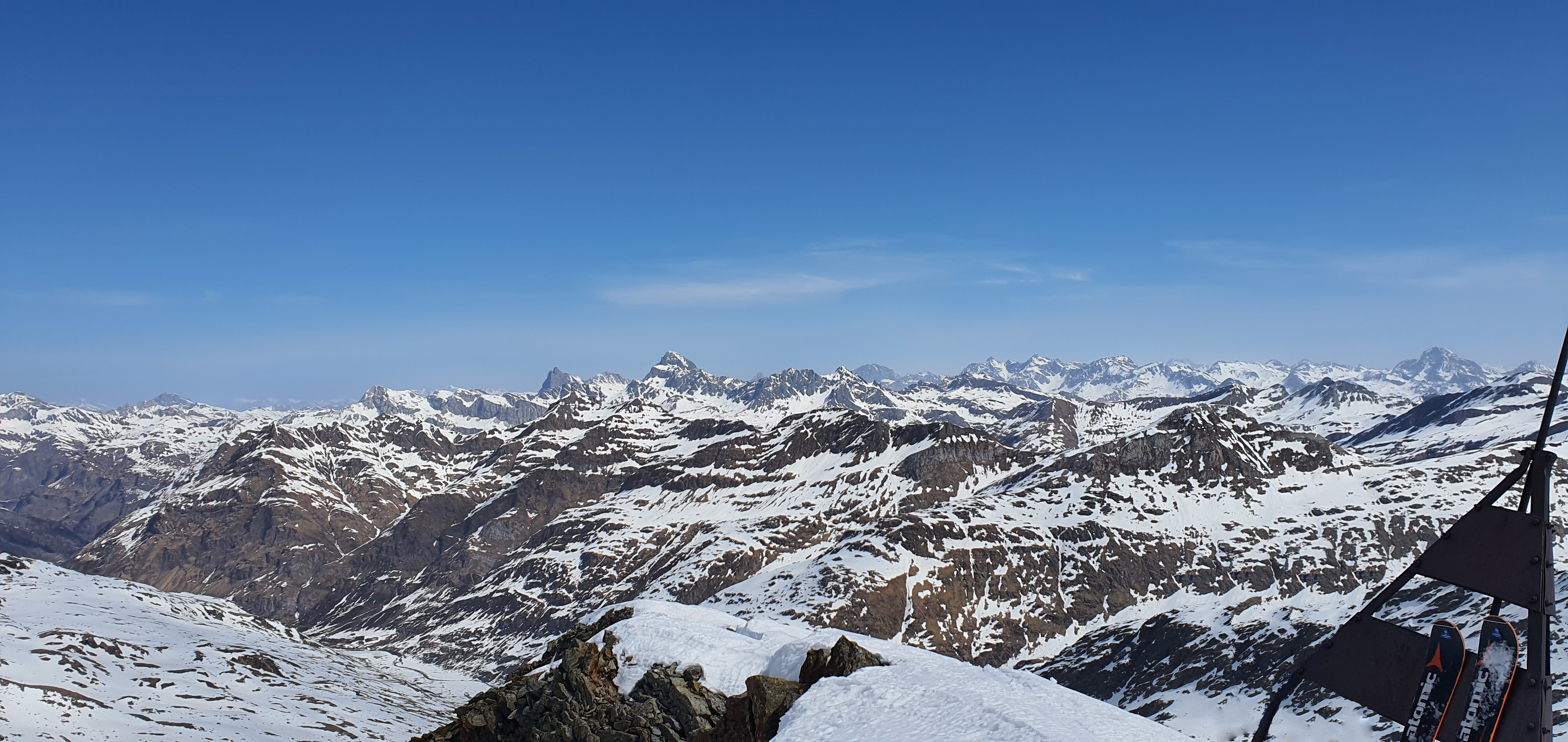
Oberhalbsteiner Alpen, aufgenommen vom Pizz Gallagiun.
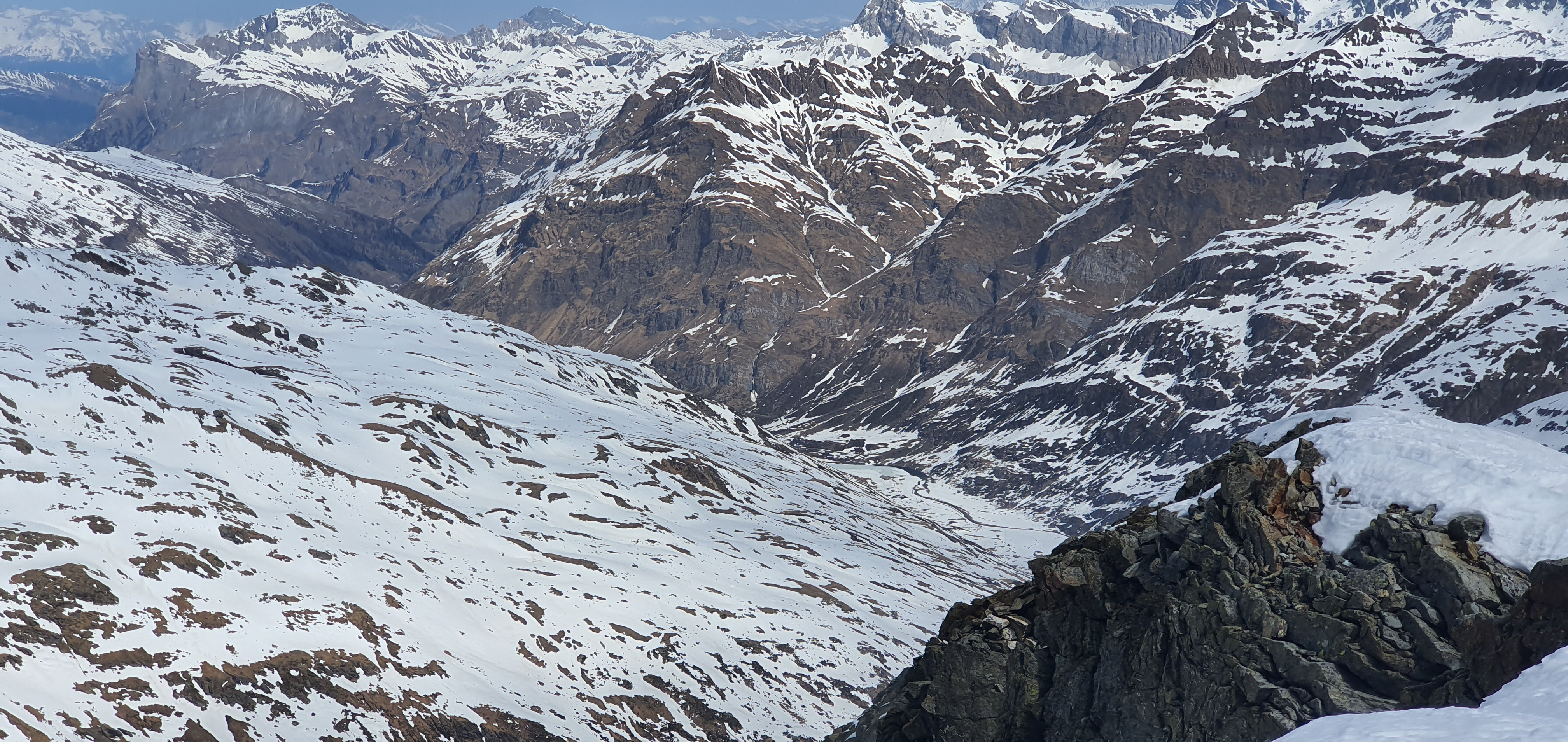
Val Madris, aufgenommen vom Pizz Gallagiun.
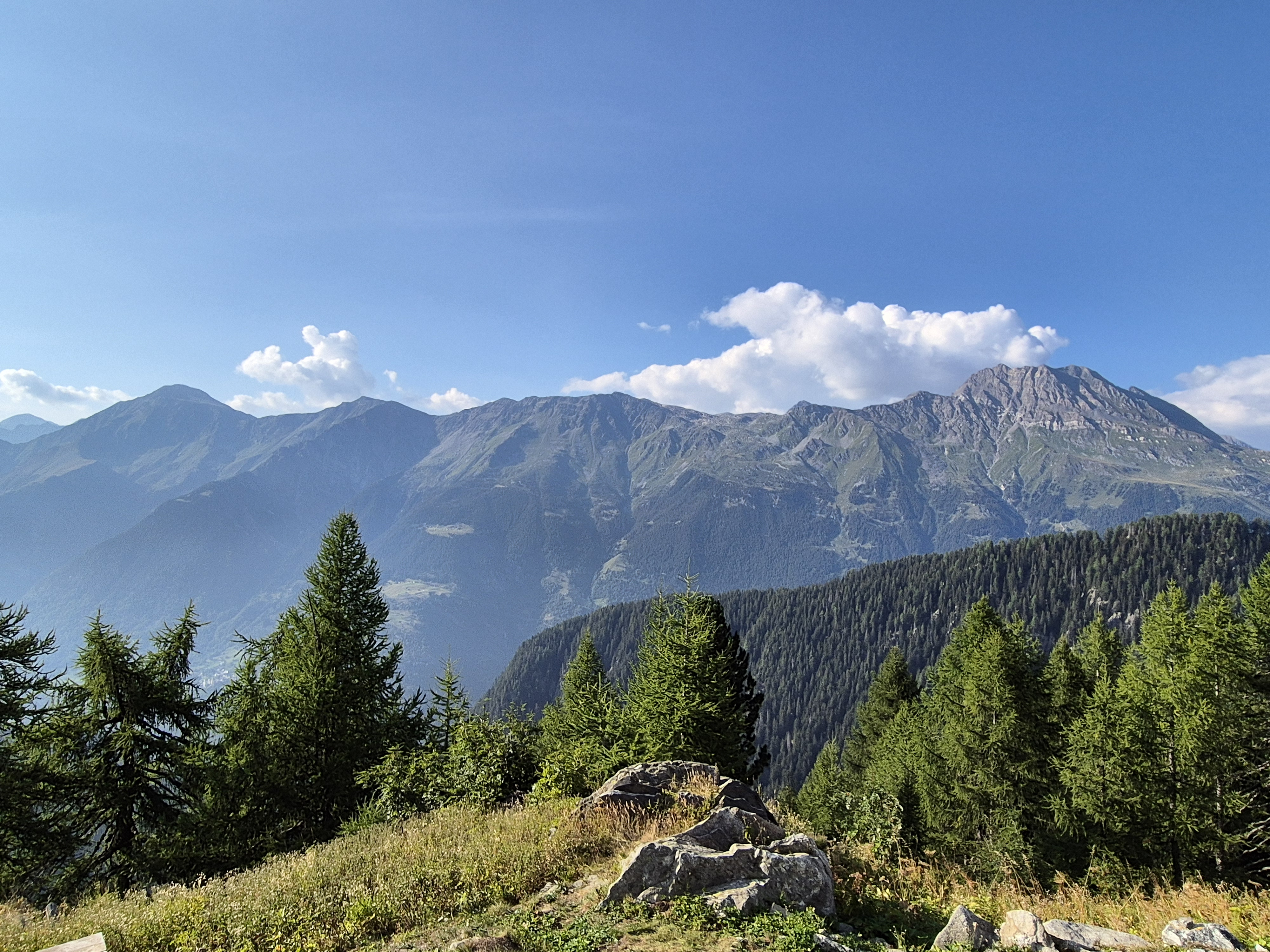
Von Südosten aus betrachtet (v.l.): Pizz Gallagiun, Pizzun, Piz dal Märc und Piz Duan, von der Sasc-Furä-Hütte aus fotografiert. (für Annotationen der einzelnen Berge aufs Bild klicken).